# Xanthoparmelia isidiosa
Xanthoparmelia isidiosa är en lavart som först beskrevs av Johannes Müller Argoviensis och som fick sitt nu gällande namn av John Alan Elix & J. Johnst. 
Xanthoparmelia isidiosa ingår i släktet Xanthoparmelia och familjen Parmeliaceae. Inga underarter finns listade i Catalogue of Life.